# Liste der Monuments historiques in Villariès
Die Liste der Monuments historiques in Villariès führt die Monuments historiques in der französischen Gemeinde Villariès auf.

## Liste der Bauwerke
| Bezeichnung     | Beschreibung                           | Standort | Kennzeichnung | Schutzstatus | Datum | Bild |
| --------------- | -------------------------------------- | -------- | ------------- | ------------ | ----- | ---- |
| Château de Jean | Schloss, erbaut ab dem 16. Jahrhundert | (Lage)   | PA31000017    | Inscrit      | 1998  |      |